# Квинт (епископ Капуи)
Квинт (погиб 9 апреля 270 года) — священномученик, епископ Капуи (ноябрь 260—9 апреля 270). День памяти — 9 апреля.
Святой Квинт вероятно, был уроженцем Капуи. Он получил епископский сан в 260 году, став преемником святого Августина. Имеется мнение, что он принял мученическую смерть со св. Квартом, почитаемым как епископ Террачины. Он отошёл ко Господу после 269 года, 9 апреля. Его тело почивает в городском соборе, в серебряной шкатулке.
Следующим после Квинта епископом Капуи, о котором известно из исторических источников, был святой Аристей.